# Welcome to Fabulous Las Vegas
Le Welcome to Fabulous Las Vegas est un panneau d'accueil célèbre situé à l'entrée du Las Vegas Strip, à Paradise, dans l'État du Nevada, aux États-Unis.

## Localisation
Le panneau est situé sur le Las Vegas Strip au niveau du 5100 Las Vegas Boulevard South à Paradise, à 6,4 km au sud des limites de la ville de Las Vegas. Il a été déplacé de nombreuses fois sur cette même artère au fur et à mesure de l'extension de Las Vegas. Il est aujourd'hui considéré comme la limite sud du Las Vegas Strip.

## Histoire
Érigé en 1959, le panneau est dessiné par Betty Willis (en).
Le 13 mars 2009, le panneau est soutenu par le comté de Clark pour être inscrit au Registre national des lieux historiques, inscription obtenue le 1er mai 2009,.

## Description

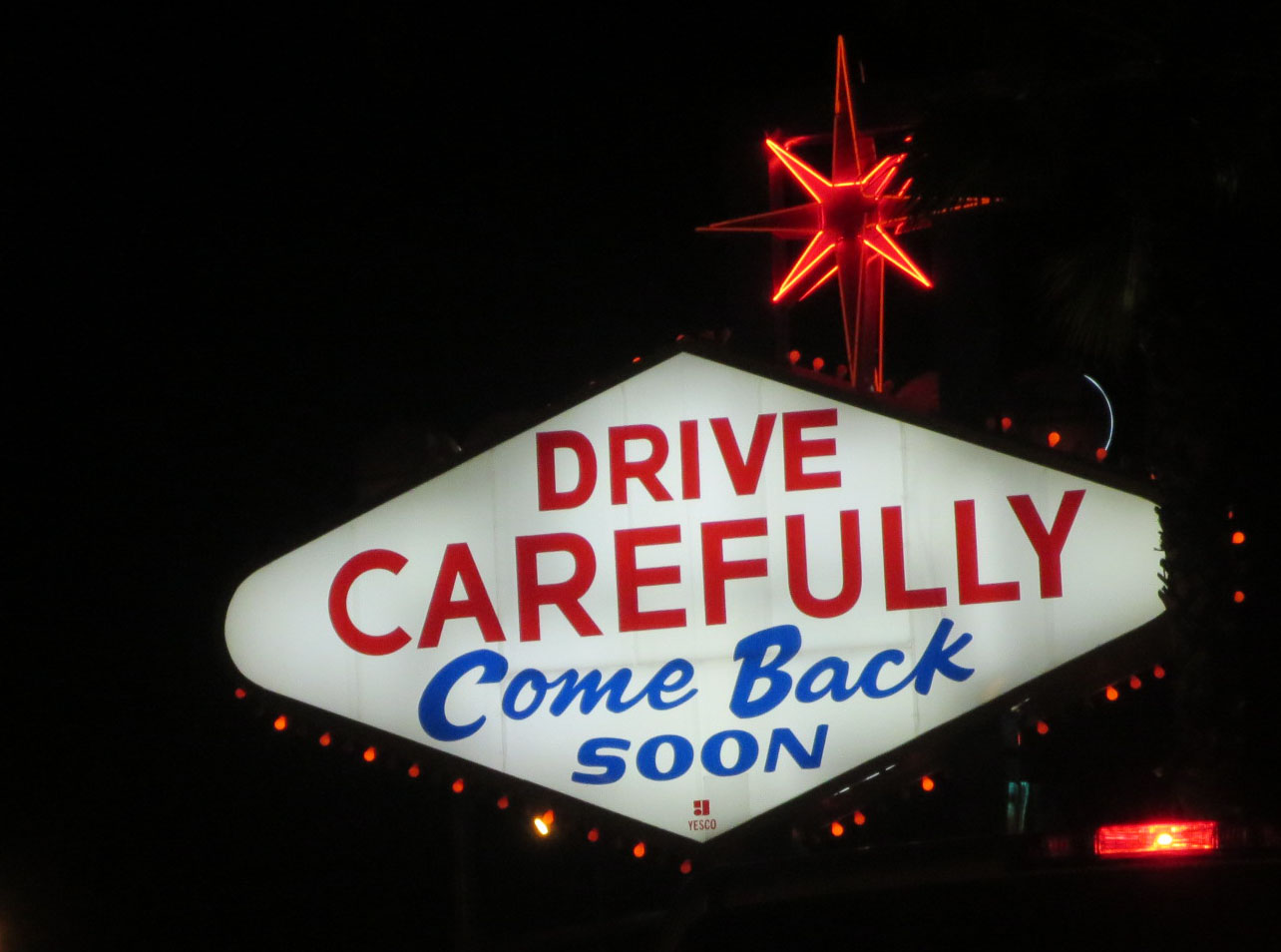
L'arrière du panneau.

Le panneau est dessiné dans un style typique de l'architecture Googie des années 1950.
Sa face avant indique « Welcome to Fabulous Las Vegas » (littéralement « Bienvenue dans la fabuleuse Las Vegas ») aux automobilistes entrant dans Las Vegas, tandis que sur sa face arrière est notifié « Drive Carefully » (« Conduisez prudemment ») et  « Come Back Soon » (« Revenez bientôt ») pour ceux qui sortent de la ville.
Il mesure 7,6 m de haut et est constitué de tubes fluorescents s'illuminant la nuit.
Il est possible d'acheter les ampoules usagées en passant par la société "Official Las Vegas Lights". La société vous envoie une ampoule avec un certificat d'authenticité.

## Univers de fiction
Le panneau Welcome to Fabulous Las Vegas apparaît dans de nombreux films au cinéma ou à la télévision, ainsi que dans des jeux vidéo.

### Cinéma
- Go (1999) : présent à un moment « stratégique » de ce film américain réalisé par Doug Liman ;
- Very Bad Trip (2009) : visible lorsque les quatre protagonistes arrivent à Las Vegas ;
- Percy Jackson : Le Voleur de foudre (2010) : aperçu très brièvement quand les personnages principaux sortent de la ville ;
- Army of the Dead (2021) où il symbolise la destruction de Las Vegas.

### Télévision
- Columbo (1973) : 8e épisode de saison 2, intitulé Double Choc.

### Jeux vidéo
- Driver 2 (2000) : dans la ville de Las Vegas, modélisée dans le jeu et dans les cinématiques ;
- Grand Theft Auto: San Andreas (2004) : présent à l'entrée de Las Venturas, reproduction parodique de Las Vegas, et détourné pour le coup en Welcome to Fabulous Las Venturas ;
- Fallout: New Vegas (2010) : le panneau est visible en 2281, près du Camp McCarran ;
- Les Simpson : Springfield (2016) : le texte est parodié en Welcome to Fabulous Springfield, dans la mise à jour du Casino Burns.